# Thiounn Thioeun
Thiounn Thioeun (khmerül: ជួន ជឿន; Phnompen, 1919 vagy 1920 – Phnompen, 2006. június 16.) Vörös Khmer orvos, Demokratikus Kambodzsa egészségügyi minisztere.

## Fiatalkora
1919-ben, vagy 1920-ban született Thiounn Hal és Bounchan Moly legidősebb gyermekeként Phnompenben, földműves családba. Két testvére is szintén csatlakozott a Vörös Khmerhez később. 
Az 1950-es években Párizsban tanult, ahol orvosi diplomát szerzett.
Demokratikus Kambodzsa 1976-ban megalakult kormányában kinevezték egészségügyi miniszternek, ezt a posztot az ország 1979-es összeomlásáig töltötte be. Később a mozgalom tagja maradt feleségével, Maly-val együtt.

## Közeli családtagjai
- Thiounn Hal (?–1952/1953)
- Bounchan Moly (1900 körül–?)
  - Húg: Thiounn Choeum
  - Öcs: Thiounn Chum
  - Öcs: Thiounn Mumm (1925–2022) matematikus
  - Öcs: Thiounn Prasith (1930–2023) diplomata, Demokratikus Kambodzsa ENSZ-nagykövete